# Guilderland
Guilderland est une ville de l’État de New York, au nord-est des États-Unis d’Amérique. La commune compte 36 848 habitants en l’an 2020. 